# Serrahn
Serrahn is een natuurerfgoedgebied gelegen in het Nationaal Park Müritz van Mecklenburg-Voor-Pommeren. Sinds 25 juni 2011 is Serrahn toegevoegd aan de UNESCO's werelderfgoedinschrijving Oude en voorhistorische beukenbossen van de Karpaten en andere regio's van Europa. De inschrijving vond plaats omdat er zeer structuurrijke, ca. 200 jaar oude beukenbossen aanwezig zijn. In Serrahn vindt al sinds 1957 geen bosbeheer meer plaats. De delen die niet beheerd werden hebben nu een hoog aandeel aan dood hout, wat voor een toename aan biodiversiteit heeft gezorgd. Het gebied werd beschermd als onderdeel van het Nationaal Park Müritz sinds 1 oktober 1990.

## Flora en fauna
De beukenbossen in Serrahn behoren tot het parelgras-beukenbosverbond (Melico-Fagetum). Ongeveer twee derde van het bos bevindt zich in een climaxstadium. Veel beuken zijn meer dan 200 jaar oud. In het gebied zijn 154 schimmels en 428 kevers vastgesteld, waaronder de juchtleerkever (Osmoderma eremita). In de bossen leven ook diersoorten als de mopsvleermuis (Barbastella barbastellus) en ruige dwergvleermuis (Pipistrellus nathusii) en er zijn vogels te vinden als middelste bonte specht (Dendrocopos medius), zwarte specht (Dryocopus martius), fluiter (Phylloscopus sibilatrix), gekraagde roodstaart (Phoenicurus phoenicurus) en bonte vliegenvanger (Ficedula hypoleuca).

## Galerij

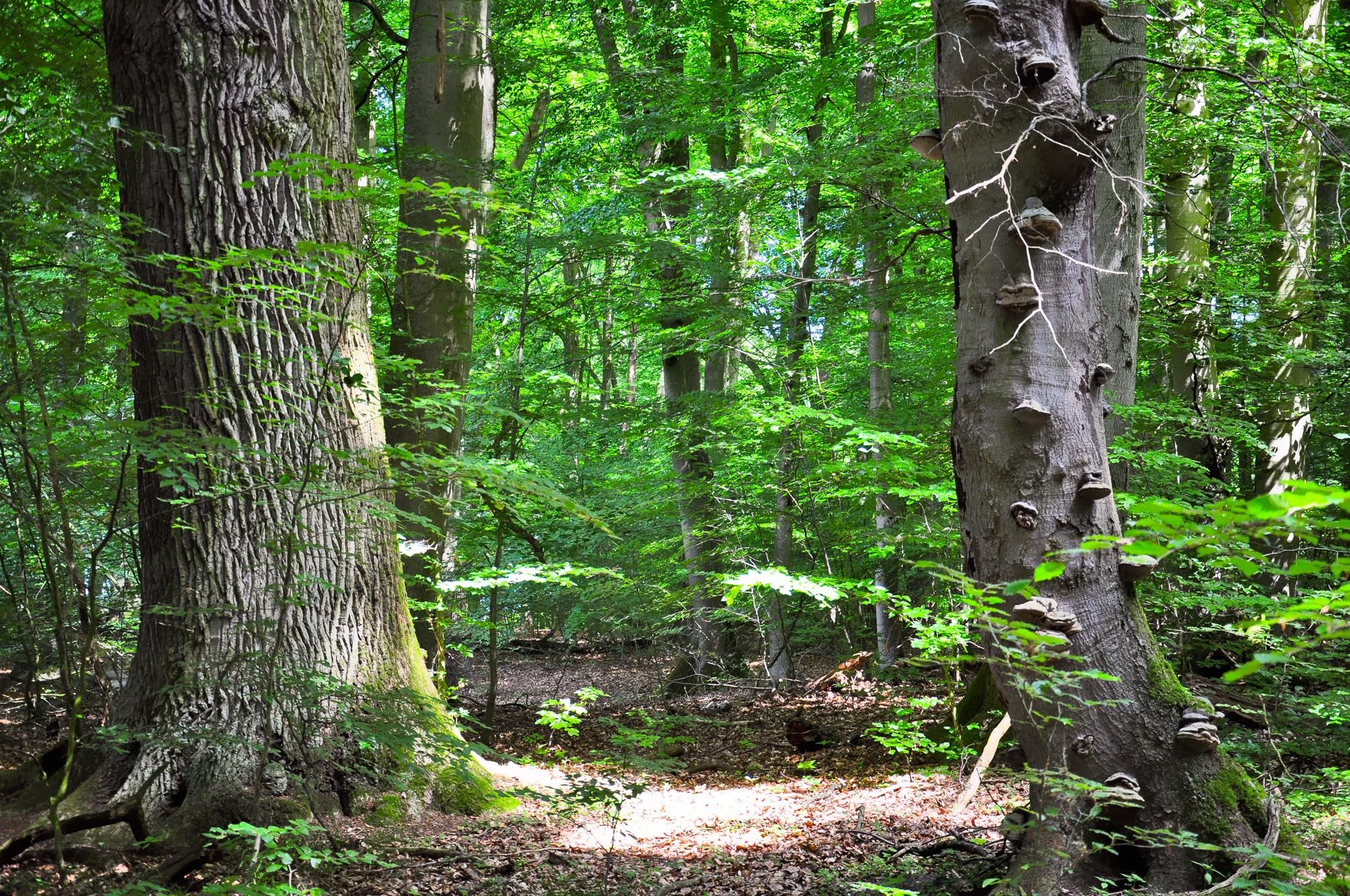
Oude eik (links) en oude beuk (rechts) in Serrahn.
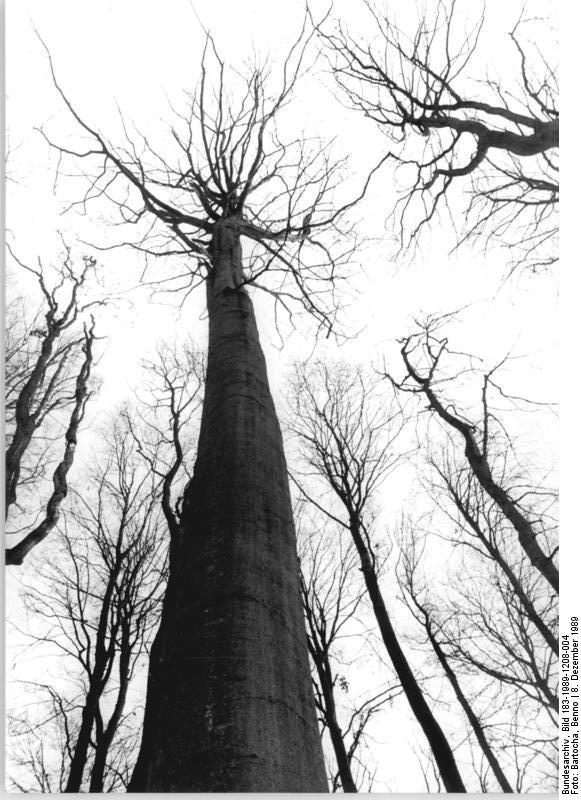
Oude bomen in Serrahn (december 1989).
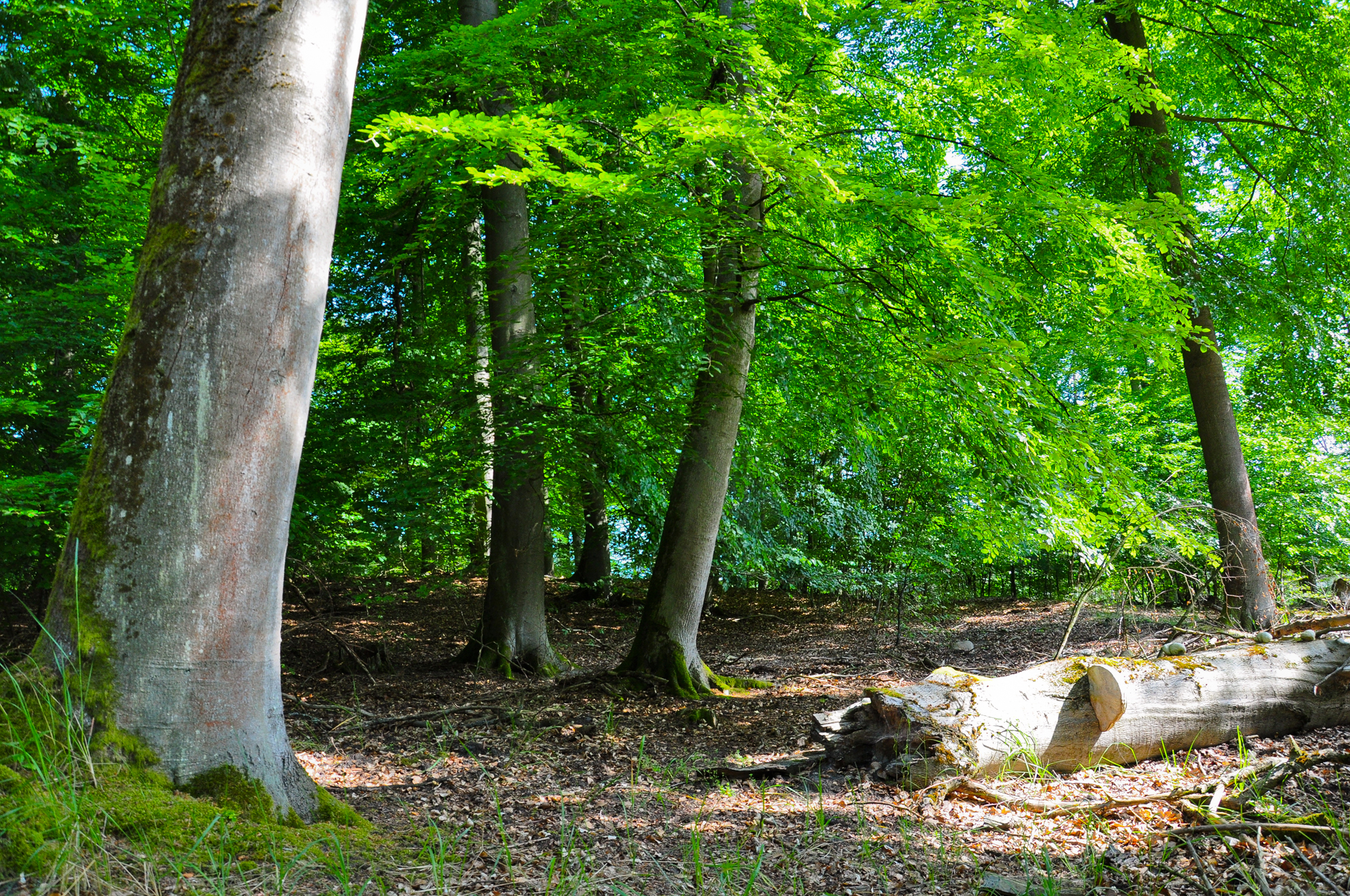
Beukenbos.

Dom van Aken · Abdij en Altenmünster van Lorsch · Slot Augustusburg en slot Falkenlust in Brühl · Bamberg · Bauhaus en zijn sites in Weimar, Dessau en Bernau · Klassiek Weimar · Fagusfabriek · Rammelsbergmijnen en historische stad Goslar · Dom van Keulen · Hanzestad Lübeck · Luthergedenkplaatsen in Eisleben en Wittenberg · Abdij van Maulbronn · Groeve Messel · Fürst-Pückler-Park Bad Muskau · Kloostereiland Reichenau · Museuminsel in Berlijn · Parklandschap Dessau-Wörlitz · Stiftskerk, kasteel en historisch centrum van Quedlinburg · Bedevaartskerk van Wies · Historisch centrum van Regensburg met Stadtamhof · Romeinse monumenten, Dom en Onze-Lieve-Vrouwekerk in Trier · Oude en voorhistorische beukenbossen van de Karpaten en andere regio's van Europa · Paleizen en parken van Potsdam en Berlijn · Michaeliskirche en Dom van Hildesheim · Dom van Speyer · Historisch centrum van Stralsund en Wismar · Stadhuis en Rolandstandbeeld van Bremen · Grenzen van het Romeinse Rijk: Opper-Germaans-Raetische limes · Bovenloop van het Midden-Rijndal · IJzersmelterij van Völklingen · Kasteel Wartburg · Residentie van Würzburg · Kolenmijn en industriecomplex Zeche Zollverein in Essen · Modernistische woonwijken in Berlijn · Waddenzee · Prehistorische paalwoningen in de Alpen · Markgrafelijk Operahuis in Bayreuth · Bergpark Wilhelmshöhe · Karolingisch westwerk en Civitas Corvey · Speicherstadt en het Kontorhausviertel met het Chilehaus in Hamburg · Architecturaal werk van Le Corbusier (Weißenhofsiedlung) · Grotten en kunst uit de ijstijd in de Zwabische Jura · Archeologisch grenslandschap van Hedeby en de Danevirke · Dom van Naumburg ·  Mijnstreek Erzgebirge/Krušnohoří · Waterbeheersysteem van Augsburg · Historische kuuroorden van Europa (Bad Ems, Baden-Baden en Bad Kissingen) · Mathildenhöhe Darmstadt · Grenzen van het Romeinse Rijk - De Neder-Germaanse limes · ShUM-sites van Speyer, Worms en Mainz · Grenzen van het Romeinse Rijk - De Donaulimes (Westelijk gedeelte)  · Joods-middeleeuws erfgoed van Erfurt · Complex van de residentie van Schwerin · Moravische kerknederzettingen (Herrnhut)